# Arbeitsgemeinschaft für klinische Ernährung
Die Arbeitsgemeinschaft für klinische Ernährung (AKE) ist eine österreichische, medizinisch-wissenschaftliche Gesellschaft, die alle Aspekte rund um die klinische Ernährung, die Ernährung und Ernährungstherapie von erkrankten Personen, zum Ziel hat.

## Allgemeines
Der englischsprachige Name in der internationalen Kooperation ist „Austrian Society for Clinical Nutrition“.
Rein rechtlich ist die AKE ein gemeinnütziger, nicht Profit-orientierter Verein nach dem österreichischen Vereinsgesetz.
Entsprechend ihrer Zielsetzung ist die AKE eine interdisziplinäre und interprofessionelle Vereinigung aller an der klinischen Ernährung interessierten Berufsgruppen von: Mediziner (wiederum aus vielen Fachbereichen), Diätologen, Ernährungswissenschafter, Krankenhausapotheker und nicht zuletzt auch von Pflegenden, die die Ernährungstherapie in die Praxis umsetzen. Außerdem gibt es eine strukturierte Zusammenarbeit mit Industrieunternehmen, die für die klinische Ernährung relevante Produkte herstellen. Mittlerweile zählt die AKE mit knapp 1.000 Mitgliedern zu den größten medizinisch-wissenschaftlichen Gesellschaften Österreichs. Sie hat ihren Vereinssitz in Wien und setzt sich mit ihren Aktivitäten dafür ein, die therapeutische und wissenschaftliche Bedeutung der klinischen Ernährung in Österreich zu fördern. Damit trägt sie wesentlich dazu bei, dass sich die allgemeinen Kenntnisse auf dem Gebiet der klinischen Ernährung verbessern und die Möglichkeiten dieser Disziplin für die Patienten besser nutzbar werden.

## Geschichte/Gründung
In den 1960er und den 1970er Jahren ist die künstliche Ernährung für Patienten, die nicht essen können oder sollen, entwickelt worden. In dieser Zeit hat Gunter Kleinberger von der damaligen I. Medizinischen Universitätsklinik in Wien eine Gruppe von vorwiegend intensivmedizinisch interessierten Ärzten aus der Inneren Medizin, der Anästhesiologie, der Pädiatrie und Chirurgie gebildet, die sich mit dieser neuen Form der Ernährungstherapie (zunächst vorwiegend als parenterale Ernährung) beschäftigt hat. Im Jahre 1979 wurde schließlich auf Initiative von Kleinberger die AKE als eine der ersten europäischen Gesellschaften für diesen Themenbereich, in den ersten Jahren als Zweigverein der Österreichischen Gesellschaft für Ernährung (ÖGE), gegründet.
Entsprechend dem Hauptinteresse der Gründergeneration hat sich die AKE zunächst als Arbeitsgemeinschaft für künstliche Ernährung bezeichnet. Mit der Erweiterung des Aufgabenbereiches auf den gesamten Bereich der klinischen Ernährung wurde der Name schon nach wenigen Jahren auf die umfassendere Bezeichnung „Arbeitsgemeinschaft für klinische Ernährung“ umgewandelt.

## Vereinsziel
Der Verein hat sich zur Aufgabe gemacht, den Standard der klinischen Ernährung sowohl in Österreich als auch in Kooperation mit anderen Ländern zu verbessern. Zu den Aktivitäten zur Erreichung dieses Vereinszieles gehören:
1. Abhaltung von nationalen und internationalen Workshops/Kongressen zur Verbesserung der Ausbildung und Förderung der Zusammenarbeit
2. Ansprech- und Auskunftspartner für alle Fragen der klinischen Ernährung
3. Ausarbeitung von Empfehlungen für die Ernährungstherapie
4. Förderung der Ausbildung in der klinischen Ernährung mit interprofessionellem Schwerpunkt
5. Förderung von wissenschaftlichen Studien
6. Herausgabe einer Vereinszeitschrift zur Förderung der Fortbildung
7. Öffentlichkeitsarbeit zur Hebung des Bewusstseins für die Bedeutung der Ernährungstherapie
8. Unterstützung der Gründung von „Ernährungsteams“ in einzelnen Krankenhäusern
9. Zusammenarbeit mit der Industrie zur Verbesserung der verfügbaren Präparate

## Veranstaltungen
Um ihr Vereinsziel zu erreichen, führt die AKE regelmäßig Veranstaltungen durch und beteiligt sich an internationalen Kongressen:
1. AKE-Dialoge (vormals Pflegeseminare): Mindestens zweimal jährlich wird von der AKE ein "Dialog" für Pflegepersonen veranstaltet. Dieser Berufsgruppe kommt eine wichtige Rolle in der klinischen Ernährung zu, so dass Zusammenarbeit und Ausbildung verbessert werden sollen.
2. AKE-Herbstseminar: Diese Jahrestagung der AKE wird meist im Salzkammergut (St. Wolfgang oder Bad Ischl) abgehalten. Im Rahmen dieser Herbsttagung findet auch ein Infusionskurs statt.
3. Gemeinsame Jahrestagung der AKE/DGEM/GESKES: Wird durchgeführt gemeinsam mit der deutschen (DGEM) und schweizerischen Schwestergesellschaft (GESKES). Diese Tagung findet jedes 2. Jahr in Deutschland und jedes 4. Jahr in Österreich oder der Schweiz statt.

## Publikationen
1. Empfehlungen für die enterale und parenterale Ernährung des Erwachsenen: Die AKE war weltweit eine der ersten Gesellschaften, die derartige Ernährungsempfehlungen ausgearbeitet hatte. Zunächst im Jahre 2000 auf Deutsch publiziert, wurden diese Empfehlungen inzwischen in verschiedene Sprachen übersetzt: Englisch, Ungarisch, Russisch, Litauisch. Die Gesamtauflage dürfte 30.000 Exemplare übersteigen. Zuletzt wurden diese Empfehlungen als „Pocket-Buch“ in einer Ringbindung ausgearbeitet. Diese sehr praxisorientierte Ausgabe ist derzeit in der deutschen Version vergriffen, nur in englischer Fassung erhältlich, die neue Ausgabe in Deutsch soll 2013 erscheinen.
2. NutritionNews: Die Vereinszeitschrift der AKE, die seit 2006 gemeinsam mit der deutschen (DGEM) und schweizerischen Schwestergesellschaft (GESKES) herausgegeben wird. Diese Zeitschrift erscheint derzeit 4 × jährlich.
3. Offizielles Publikationsorgan der AKE ist die wissenschaftliche Zeitschrift Aktuelle Ernährungsmedizin.

## Projekt „nutritionDay“
Neben der künstlichen Ernährung von Patienten, die nicht essen können oder sollen, ist die Mangel- bzw. Fehlernährung das brennende Problem der klinischen Ernährung weltweit. Ein hoher Prozentsatz der im Krankenhaus aufgenommenen Patienten ist mangelernährt. Mangelernährung ist eine der stärksten Faktoren für den Krankheitsverlauf, die Ausbildung von Komplikationen, die Prognose, bei überlebenden Patienten für die Funktionalität und Lebensqualität. Nicht nur die AKE und andere Gesellschaften, sondern auch die Europäische Union haben sich zur Aufgabe gemacht, diese Mangelernährung zu bekämpfen.
Jörg Michael Hiesmayr von der Klinik für Anästhesiologie an der Medizinischen Universität Wien hat mit Unterstützung der AKE ein weltweites Programm zur Hebung des Bewusstseins der Bedeutung des Ernährungsstatus bzw. der Ernährungstherapie in Krankenhäusern, den „nutritionDay“ begründet. Diese weltweite Initiative wurde auf Pflegeheime und zuletzt auf Intensivstationen (nutritionDay in the ICU 1-2-3) ausgedehnt.